# 羽扇豆烷
羽扇豆烷（英語：Lupane），是一种五环三萜化合物，分子式为C30H52，是羽扇豆醇等化合物的母结构，其它衍生物还有白桦脂醇、白桦脂酸等。